# 舵

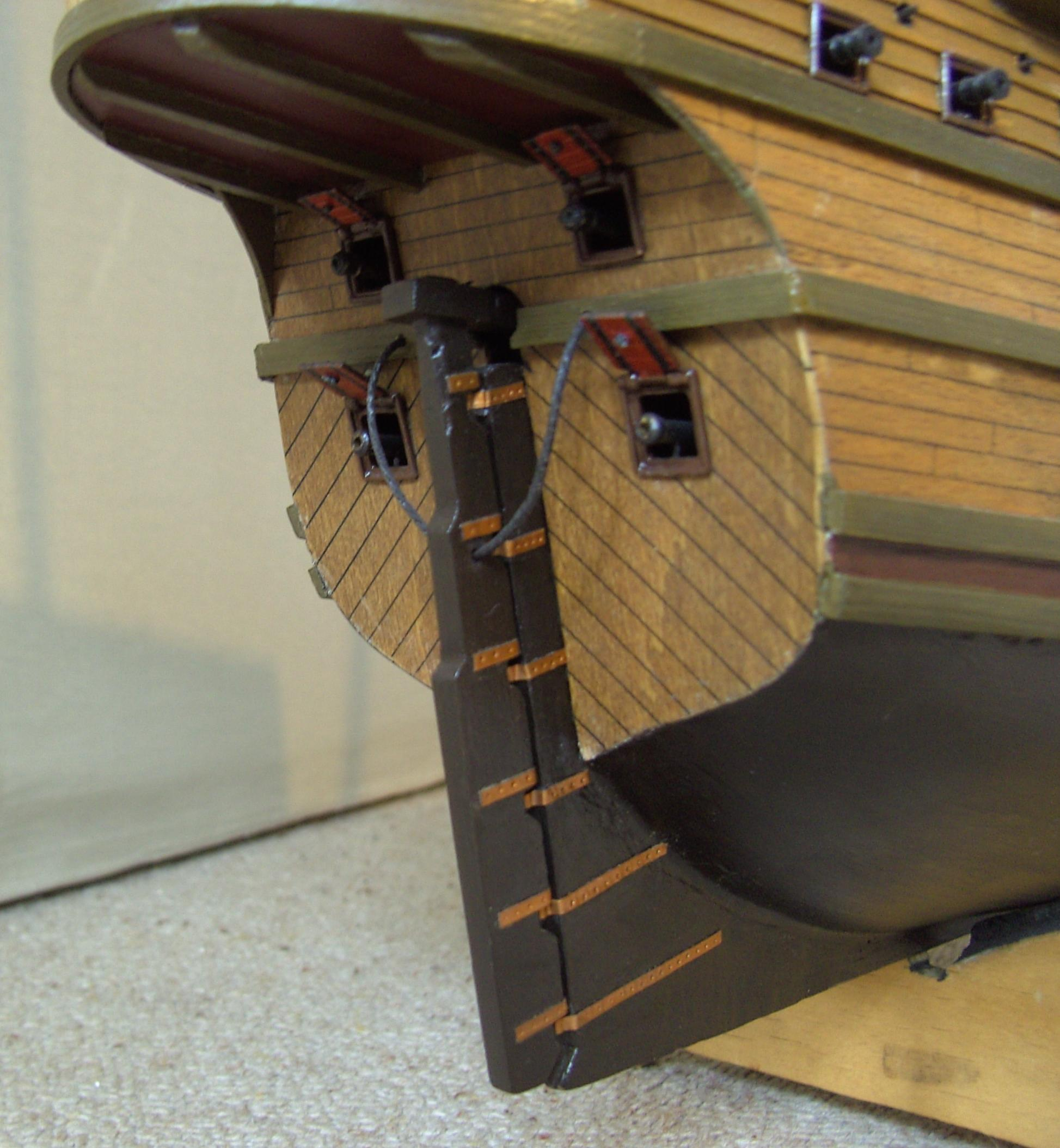
帆船の舵

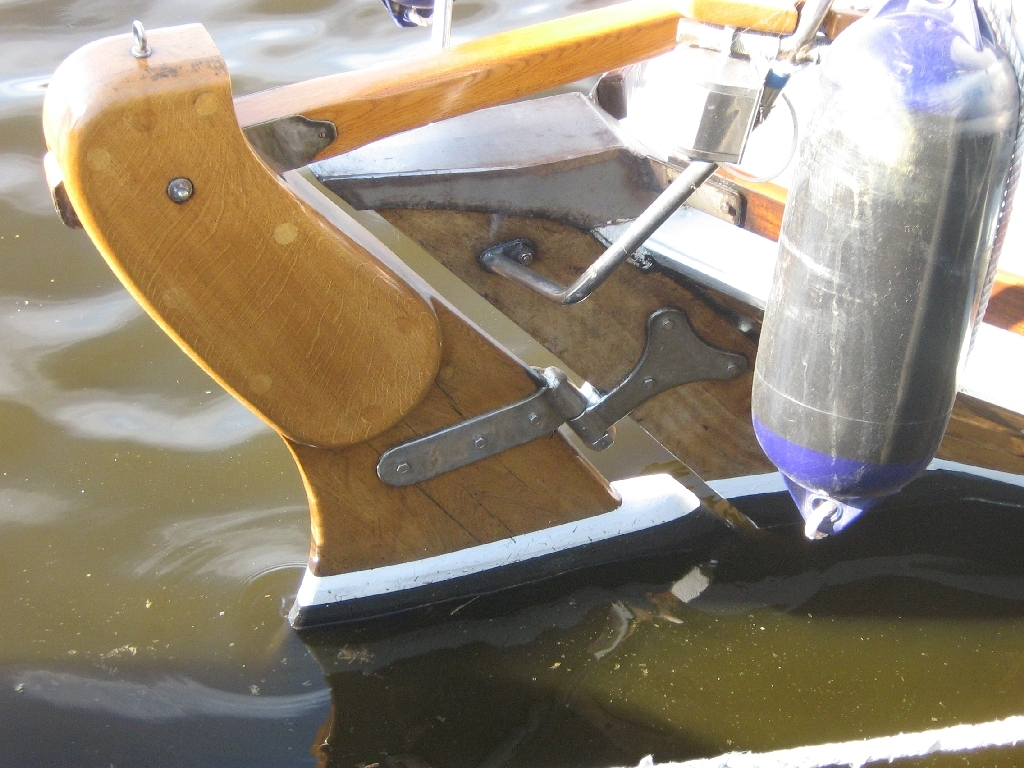
小型船の木製の舵

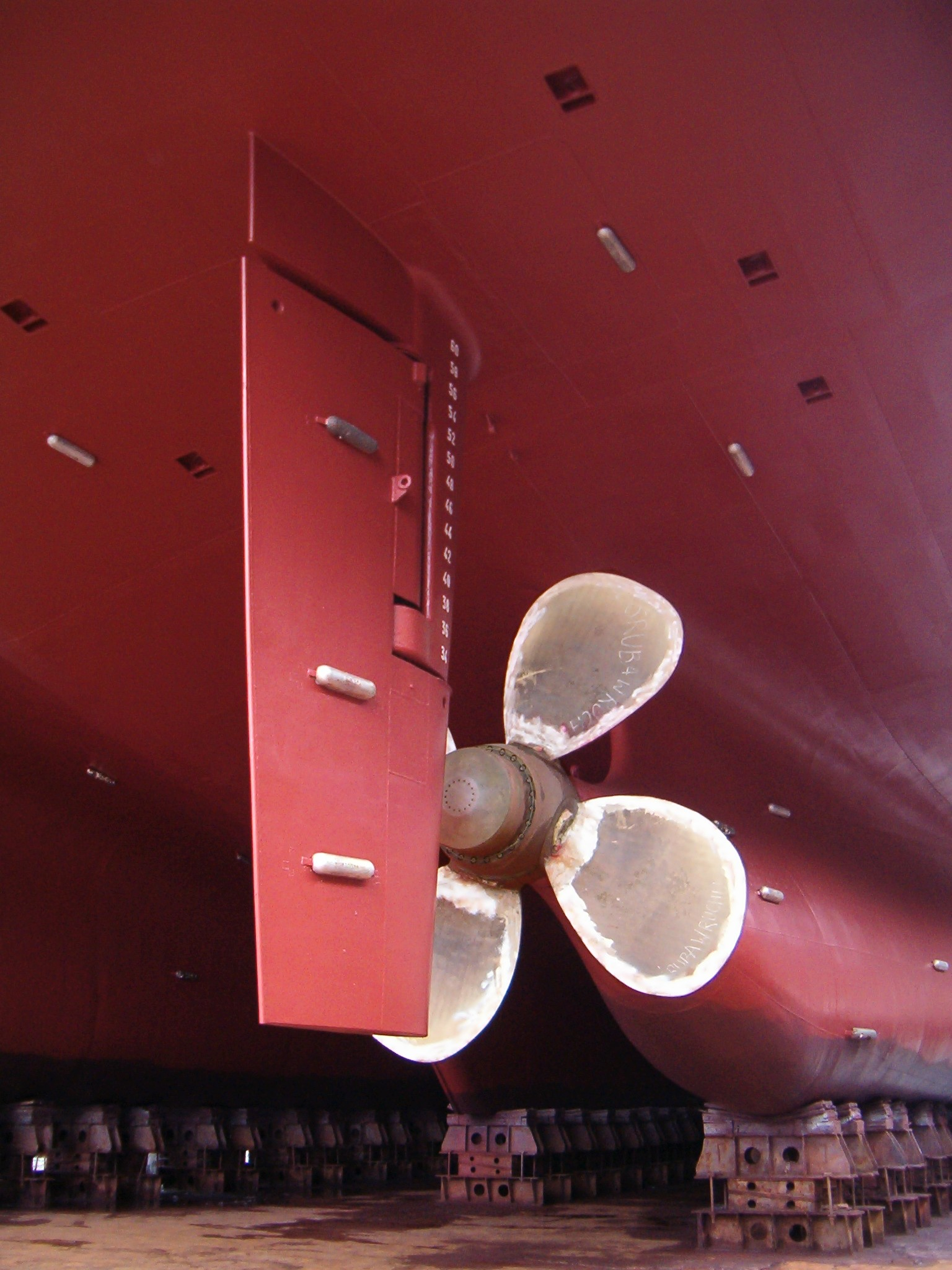
スクリューの後方に配された舵。大型船。金属製。

舵（かじ、rudder ラダー）とは、主に船舶の進行方向を自在に定めるための機構、およびその作動部を指す。楫、梶、檝とも。
船舶の場合、水中の板そのものを舵と呼ぶと同時に、船の操縦者である「操舵手」が操作する輪状の操作部も舵、または「操舵輪」と呼ばれる。操舵手が舵を操作することを「操舵」（steering, ステアリング）と呼ぶ。
船舶にならい、航空機や自動車などでも進行方向を変える操作を「操舵」と呼んだり、その機構を同じく「舵」と呼ぶ場合がある。それらの多様な操向に関しては、動翼やステアリングを参照のこと。

## 概要

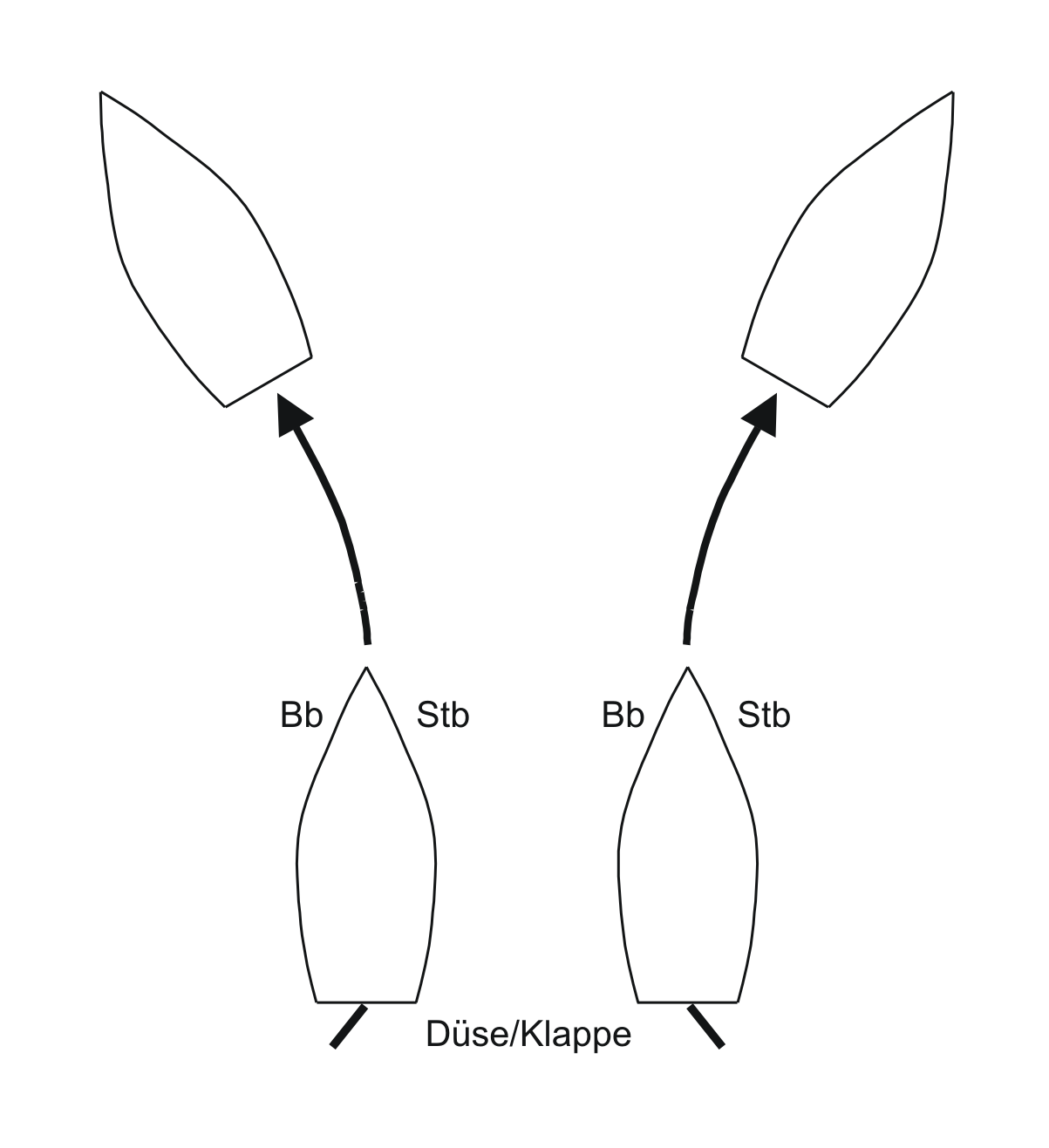
舵の向きと船が進む方向の変化の関係。

船舶の舵の多くが水中の板によって水流の流れを変えることで進行方向を変化・調節する仕組みであり、その板を舵と呼ぶ。大型船では船体後部の船底、小型船では船尾に取り付けられ、船体中心軸に対する角度を左右に変えることができる。
スクリューを持つ船舶では多くがスクリュー直後に位置し、前進回転中のスクリューが生み出す強い水流の向きを右、又は左方向へと変えることで船体の向きを変える。船体の向きが変わったからといって針路（≒船体全体の運動方向）が即座にすっかり変化するわけではなく、向きを変えられた船体はやや時間をかけて自らの船首船尾軸方向へと針路を変える。これが「転針」である。このような船では、スクリューが停止していれば舵の効果は下がり、逆回転中は舵効きが極度に悪くなる。
セーリング・ボート（ヨット）などのスクリューを持たない船舶では、船体が進むことで生じる水流を受け、船体へ反動を伝えることで船舶の向きを変える。当然舵中立時には、船舶の進路保持に寄与する。

## 歴史

古代の船。後方で舵櫂を操っているのが船長

小型帆船の時代には左右いずれかの舷側の船縁に取り付けられた舵櫂を操ることで船の進行方向を操っていた。多くの船では右舷側に舵櫂が取り付けられていたので、舵櫂が邪魔にならない左舷側で接岸することが多かった。このことから、右舷側はステアリング・ボード (Steering board) が変化して「スターボード・サイド」(Starboard side) と呼ばれ、左舷側は「ポートサイド」(Port-side) と呼ばれることになった。スターボード艇優先の原則はこの時代のルールを引き継いだものである。
船の後端に固定舵を取り付けることを案出したのは、西暦紀元後の中国人である。日本でも唐の造船技術の影響を受けて8世紀以後には和船に広く用いられていた。ヨーロッパでも13世紀までは大型船でも舵櫂が用いられていたが、その後、舵板（かじいた）によって後尾舵が用いるようになった（帆船時代の舵板は、蝶板で船尾に取り付けられていた）。
小型船に用いられる舵には舵面を船上で操作するための「舵柄」（ティラー、Tiller）が取り付けられ、直接、人の手で操作されていたが、大きな船では梃子や滑車などによって大きな舵面を簡便に操作する工夫が行われ、ロープを経由して舵を操作する大きな「舵輪」（ステアリング・ホイール、steering wheel）もこの工夫の1つである。
汽船の時代になると舵も「操舵機」によって機械力で動かすようになったが、その後も船橋や艦橋での舵輪は残り続けている。近年になり、大型船舶では舵輪を廃してステック操作による操舵を採用している船が増加してきたが、非常用として機関室に操舵輪がつけられている。

## 種類

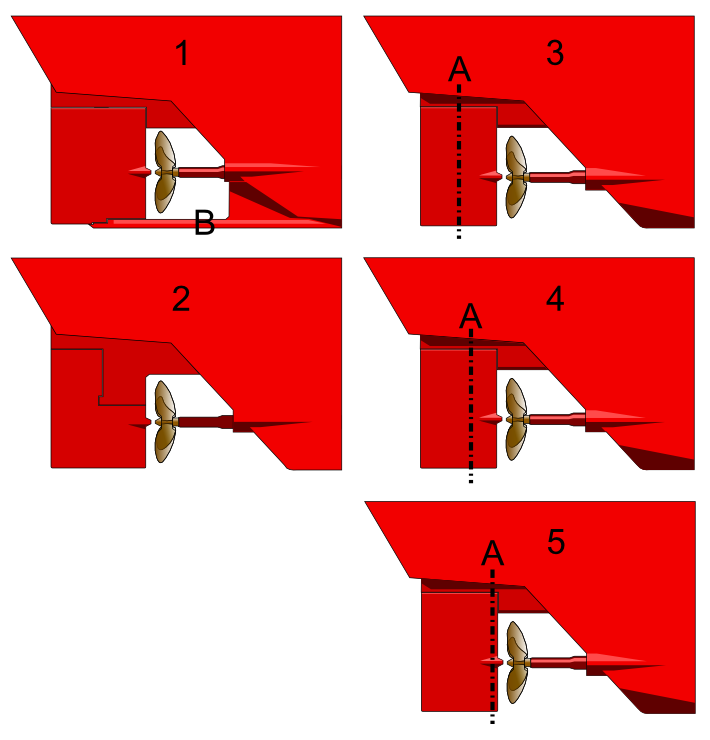
1.普通舵 2.吊り舵 3.釣合舵 4.半釣合舵 5.非釣合舵 Aの部分が舵の回転軸である。Bの部分は「シューピース」と呼ばれる。2.は半釣合舵式の吊り舵である。

セーリング・ボート（ヨット）の舵。競技用のヨットでは主流の、極端に縦長の舵、「フィンキール」。

### 舵の回転軸の支持方法による分類
舵は回転軸の支持方法の違いによって2つに分けられる。
普通舵（オーディナリー・ラダー、Ordinary Rudder）
舵の回転軸が上下の両方から支持されているため、構造的に強固となる。キールから延びた部分は「シューピース」と呼ばれる。
吊り舵（ハンギング・ラダー、Hanging Rudder）
舵の回転軸が上方からのみ支持されているため、普通舵に比べて大きな強度が要求される。船尾船底を深くできない船に向いた舵である。

### 舵の回転軸の取り付け位置による分類
舵は回転軸の取り付け位置の違いによって3つに分けられる。
釣合舵（平行舵、Balanced Rudder）
舵を回転させる軸が舵へ掛かる水圧の中心付近にあるため、舵を動かす力が少なくて済む。
半釣合舵（半平行舵、Semi-Balanced Rudder）
釣合舵と非釣合舵の中間の特性を持つ。
非釣合舵（不平行舵、Unbalanced Rudder）
舵を回転させる軸が舵へ掛かる水圧を受ける位置にあるため、舵を動かす力が大きくなる。
舵が横方向に受ける力、つまり舵の揚力は舵の中心よりも少し前方になるため、舵の回転軸は釣合舵の場合でも若干前寄りに取り付けられている。

### 特殊な舵
フラップ付きラダー
港への出入りが多い内航船では、港内での操作性を重視して、舵板の後端部に「フラップ」と呼ばれる可動できる板を取り付けているものが多い。
フラップが最大70度程度まで舵角をとれるので、舵の利きが良くなり狭い港での操船が楽になる。フラップは一般に、主舵面の舵角の2倍まで動くようにできている。
フラップ付きの舵は「ベッカー・ラダー」、「かもめK7ラダー」、「川崎式フラップ・ラダー」といった商品名で売られている。
シリング・ラダー
「シリング・ラダー」（Schilling Rudder）は、特殊な形状の舵板の上下端に整流板が取り付けてあり、舵に当ったスクリューからの水流を逃さずに偏向することができる。最大で70度まで舵角がつけられるので、最大角度ではほとんど前進力は失われ船尾は横に移動する。バウ・スラスターがあれば船を横移動やその場での旋回も出来る。
ベックツイン・ラダー（Vec-Twin Rudder）
左右に105度まで動かせる2枚のシリング・ラダーをジョイスティックによって操作するシステム。舵だけで後進も可能になるなど、2枚の舵の方向を組み合わせる事で様々な運動が可能になる。

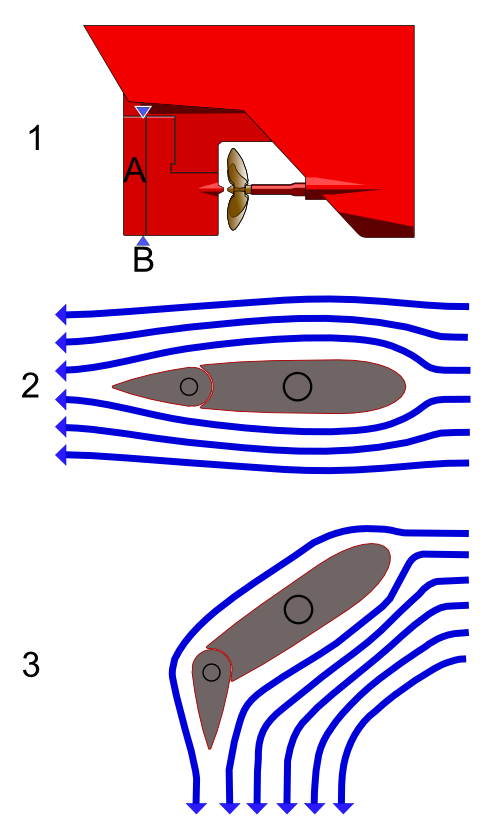
フラップ付きラダー Aの部分がフラップである。Bの回転軸でフラップが曲がる。
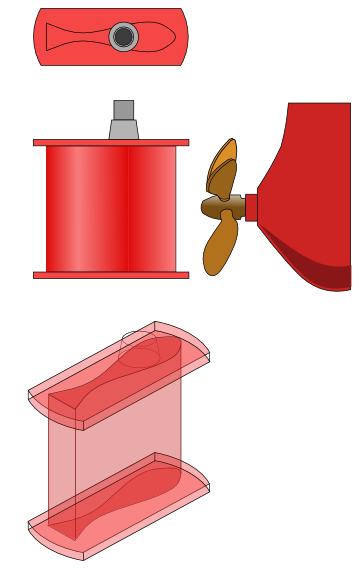
シリング・ラダー
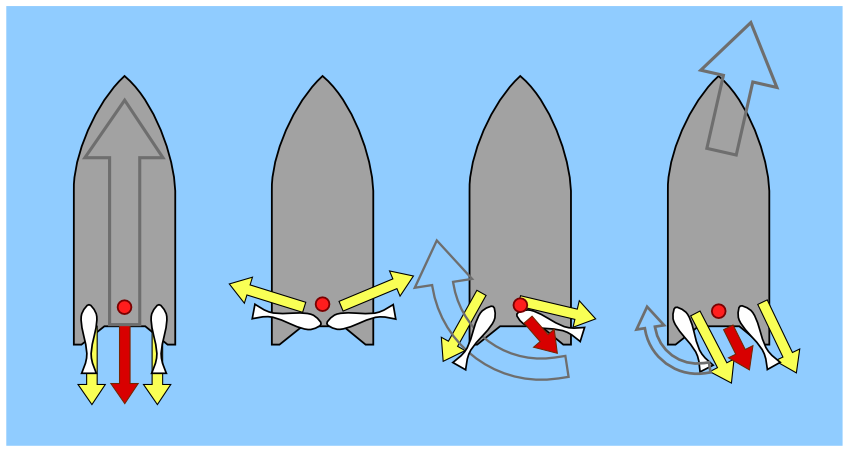
ベックツイン・ラダー
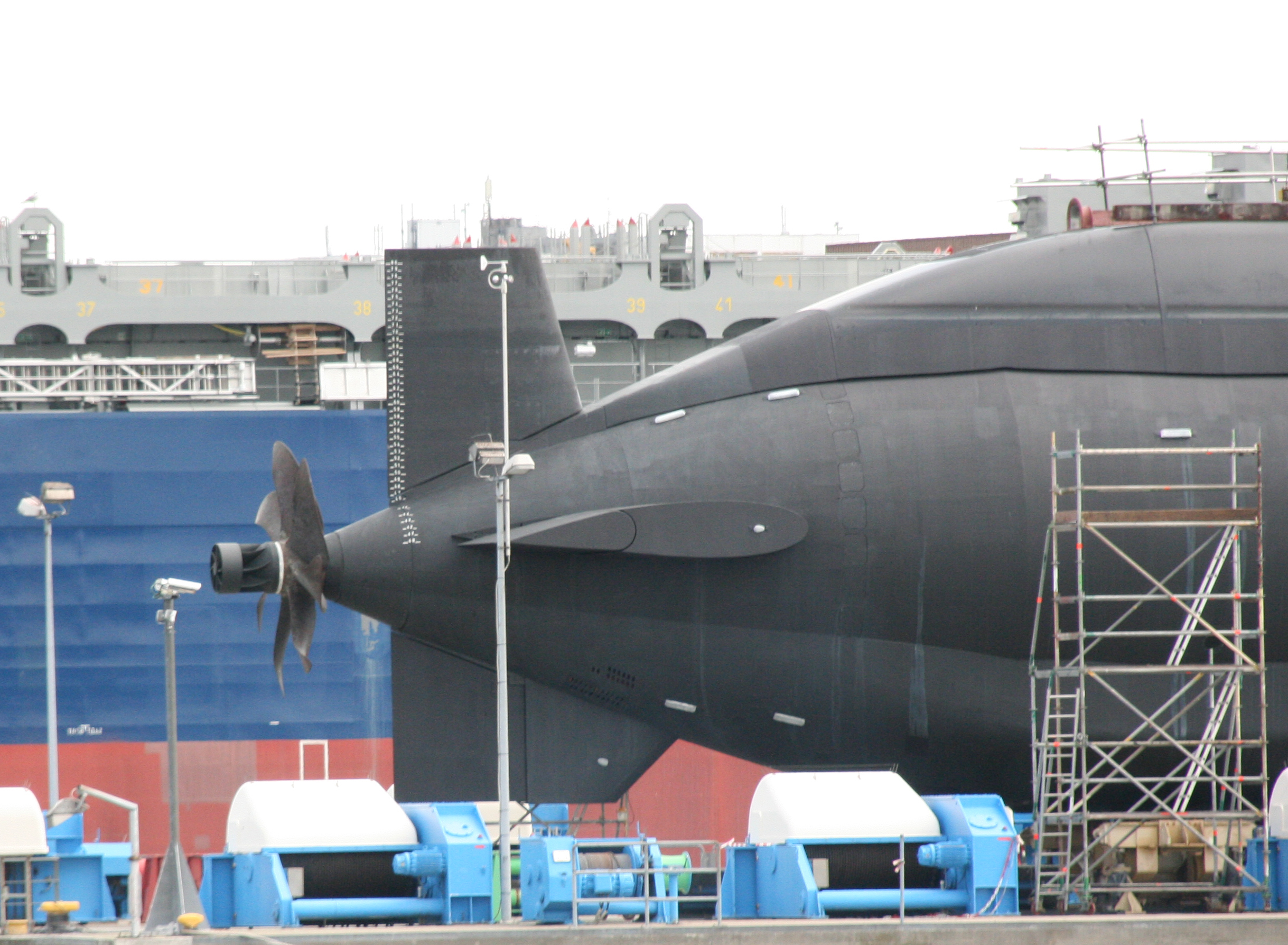
潜水艦の舵。スクリューの前方に舵が配置されている。

## 基本形状
基本的な舵の形状は、水中での抵抗を最小にするために流線型になっている。流体の特性に合わせて、舵の水平断面形状は前方が丸く後半部はなだらかな曲線となり後端部は鋭くとがっている。このため、最も厚みがある場所がやや前方寄りとなる。飛行機の翼にも似た形状であるが、飛行機の翼が揚力を得るために上下に非対称なのに対して、船の舵は抵抗を減らすために左右対称となっている。大型船では、左右2枚にしたり、大小に分けて前後に配置したりすることもある。船首にも舵を設けることが実験的に行われたが、あまり効果がなく実用化されていない。

## 力学

### 揚力

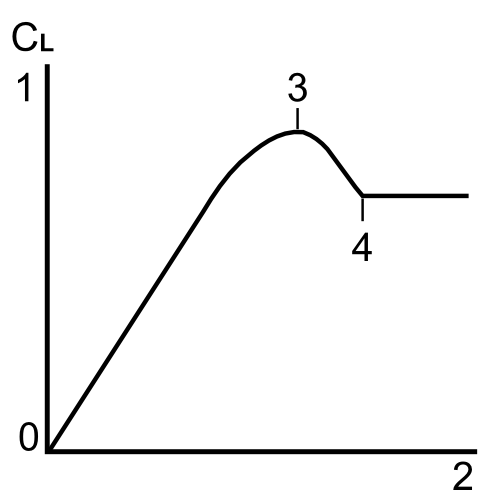
舵の揚力係数と迎角
1.揚力係数 2.迎角 3.失速点 4.失速後の平衡点

舵が作る揚力は以下の式で表される。
{\displaystyle F=C_{L}\cdot {\frac {1}{2}}\rho U^{2}\cdot S}
F ： 揚力
CL ： 揚力係数 舵の形状によって決まり、迎角の関数となる。
ρ ： 水の密度
U ： 水の流入速度
S ： 舵面の面積

### 剥離
舵の左右両面は「舵面」（だめん）と呼ばれ、舵面が作る角度によって、舵面に当る水流を右または左に偏向する役割を果たす。舵面全体の角度、つまり「迎角」（げいかく）が大きいほど大きな揚力が得られるが、流れに対する裏面側で流れが舵面に沿わずにはがれて流れる剥離が起きると揚力は逆に小さくなる。これが失速であり、飛行機の翼で起きる現象と同じである。
剥離が起きると舵の利きが悪くなるので一般的な舵の舵角は最大で35度程度になっている。フラップ付きの舵はこの剥離を抑えながら舵の角度を大きくとる工夫である。

#### 失速（ストール　stall）と剥離（キャビテーション　cavitation)
翼から空気の流れが剥がれ渦が生じて、失速する現象をストールという。また、舵面から水の流れが剥がれて真空の泡が生じて、剥離する現象をキャビテーションという。圧縮性流体と非圧縮性流体の差異によるもので、いずれも有害である。

### 船体に働くモーメント
舵によって生み出される横方向の力は船全体の質量に比べて小さいために、効果的に船体に回転力を与えるためには、できるだけ船体の重心から遠い位置にする方が良い。船体へ働く回転力は「回転モーメント」と呼ばれ、回転の中心となる重心位置からの距離（＝モーメントレバー） × 舵の生み出す横方向の力（＝揚力）で求められる。このためもあって、舵は船の最後部付近に位置している。

## 面舵と取舵
進路方向を右に取る場合は「面舵（おもかじ）」、左に取る場合は「取舵（とりかじ）」と言う。単に「面舵」なら右に15度、「面舵一杯」となれば民間船では右に30度、軍艦では35度となり、「取舵」、「取舵一杯」ならその反対である。「一杯」という語源は、前述した剥離によってこれ以上の舵角には変角効果がなく、最大舵角であることからきている。
また、船は舵を戻しても惰力により舵を取った方向に動き続ける（大日本帝国海軍と海上自衛隊では「行き脚」という）ため、取った舵と反対方向に舵を切って、船体が振れるのを止める「当舵（あてかじ）」を行う（自動車でいうカウンターステアに似る）。角度は5度が普通だが軍艦の場合だと戦艦は7度、その他輸送船などは10度が多く用いられるように、船体重量によって異なる。“右に当舵”なら航海士は操舵手に対し「面舵に当て」と指示する。
これらの表現は航空機にも共通である。

## 単独の舵を持たない船舶
単独の舵を持たない船舶は、推進力を直接偏向することによって操船を行っている。
- 船外機を動力に用いる船舶では、船外機の向き（スクリュープロペラを含む）を変えることによって船体の進行方向を変える。推進源であるスクリュープロペラ自体が変角出来るので舵が必要ない。アジマススラスター搭載船も同様である。
- 水上オートバイなどのウォータージェット推進をおこなう船舶は、低速航行用のスクリュープロペラを持つものを除いて舵を備えていない。
- ホバークラフトは、前進推力を生むプロペラの後方に航空機に似た操舵機構を持ち、水中には舵を持たない。
- タグボートは、機動性を持たせるため舵の機能を持った特殊なスクリュープロペラ（シュナイダープロペラまたはアジマススラスター）を装備しており、単独の舵を装備していない船が多い。

## 参考書籍
- 川崎豊彦『船舶の基本と仕組み』、秀和システム、2010年6月1日第1版第1刷発行、ISBN 9784798025940